# Maicon
Maicon, właśc. Maicon Douglas Sisenando (wym. [ˈmaikõⁿ]; ur. 26 lipca 1981 w Novo Hamburgo) – brazylijski piłkarz, który występował na pozycji prawego obrońcy, W latach 2003–2014 wielokrotny reprezentant Brazylii.
Dwukrotny zwycięzca Copa America w 2004 oraz 2007 roku oraz Dwukrotny zwycięzca Pucharu Konfederacji w 2005 oraz 2009. Półfinalista Mistrzostw Świata w 2014 oraz Uczestnik Mistrzostw Świata w 2010 roku.
W swojej karierze większość czasu spędził we włoskim Interze Mediolan. Występował również m.in. w takich klubach jak: AS Roma, Manchester City, AS Monaco oraz Cruzeiro EC.

## Kariera
Maicon grał w Cruzeiro EC i AS Monaco. Jest podstawowym zawodnikiem reprezentacji Brazylii, a przez jej selekcjonera Dungę ustawiany jest na pozycji prawego obrońcy. Często włącza się w akcje ofensywne zespołu, nie zapominając jednak o obronie. 20 grudnia 2008 roku w wygranym 2:1 wyjazdowym meczu ze Sieną strzelił obie bramki dla swojego zespołu. W 2010 roku w finale Ligi Mistrzów jego Inter Mediolan wygrał z Bayernem Monachium.
31 sierpnia 2012 dzięki transferowi w ostatnich godzinach okna transferowego przeniósł się do Manchesteru City. W lipcu 2013 wrócił do Serie A, aby reprezentować barwy AS Roma. W 2016 roku opuścił włoskie barwy i rok później wrócił do swojego kraju do brazylijskiego Avaí FC
W 2019 roku występował Brazylijskiego Criciúma EC. We wrześniu 2020 roku na zasadzie wolnego zawodnika przeniósł się do Villa Nova AC. W 2021 roku występował dla włoskiego Sona Calcio oraz sanmaryńskiego SP Tre Penne.

## Sukcesy

### Brazylia
- Copa América: 2004, 2007
- Puchar Konfederacji: 2005, 2009
- Srebrny medal Złotego Pucharu CONCACAF: 2003

### Cruzeiro EC
- Mistrzostwo Brazylii: 2003
- Puchar Brazylii: 2003
- Campeonato Mineiro: 2002, 2003

### Inter Mediolan
- Mistrzostwo Włoch: 2006/07, 2007/08, 2008/09, 2009/10
- Puchar Włoch: 2009/10, 2010/11
- Superpuchar Włoch: 2006, 2008, 2010
- Liga Mistrzów UEFA: 2009/10
- Klubowe mistrzostwo świata: 2010